# Lesedi La Rona
Lesedi La Rona je bezbarvý diamant, který byl vytěžen v Botswaně 16. listopadu 2015. S hmotností 1 111 karátů (přibližně 222 gramů) a rozměry 65×56×40 mm byl pátým největším surovým diamantem, který byl kdy nalezen. Má čirost nejvyššího stupně D a čistotu typu IIa. 
Diamant byl nalezen v dole Karowe v botswanském Centrálním distriktu, který patří kanadské společnosti Lucara Diamond. Ležel v hloubce asi 200 metrů pod zemským povrchem. Pochází z prekambria a jeho stáří se odhaduje na minimálně 2,5 miliardy let. Říkalo se mu zpočátku Karowe AK6 a Quad 1, v únoru 2016 dostal oficiální název Lesedi La Rona, což v setswanštině znamená „Naše světlo“.
Kámen byl vystavován na světovém turné a v červnu 2016 byl dražen v síni Sotheby's, aukce však nebyla neúspěšná. V následujícím roce diamant zakoupila londýnská klenotnická firma Graff za 53 milionů dolarů. Vybrousila z něj jeden velký a 66 malých diamantů. Hlavní je Graff Lesedi La Rona o hmotnosti 60,5 gramu, největší světový diamant zpracovaný smaragdovým brusem. Americký gemologický institut mu udělil certifikát nejvyšší šperkařské kvality.